# 三姊妹偵探團
《三姊妹偵探團》是一系列由赤川次郎著作的長篇推理小說作品，由講談社出版。該小說在該社之月刊文藝雜誌《小說現代》中刊登後，被收錄於講談社小說中，及後又被收錄於講談社文庫中。截至2011年，此小說系列合共有22卷。
在1995年，小說被改編成電影《四姊妹物語》（『四姉妹物語』，由清水美砂、牧瀨里穗、今村雅美、中江有里等演出）。
此外、在1986年2月20日，富士電視台播映了改編自此小說的單發電視劇。此後，在1998年，日本電視台將小說電視劇化，並從1月10日到3月21日在其系列電視台播映。而在2008年，朝日放送及朝日電視台亦將小說改編成電視劇《4姊妹偵探團》，並從1月18日到3月在它們的系列電視台播映。

## 主要登場人物
- 佐佐本綾子

佐佐本家的長女。因低血壓而有天然呆的傾向。
- 佐佐本夕里子

佐佐本家的二女。代替早逝的母親料理家務的老實人。
- 佐佐本珠美

佐佐本家的三女。理財技巧出眾的精明人。
- 國友靖之

刑警。夕里子的戀人。
- 佐佐本周平

三姊妹的父親。他因為出外公幹頻繁，在有案件發生時也不在家中。

## 系列作品一覽

### 長篇
|              | 標題         | 出版年月及ISBN | 出版年月及ISBN         | 出版年月及ISBN | 出版年月及ISBN         |
| 講談社小說版 | 講談社小說版 | 講談社文庫版   | 講談社文庫版           |                |                        |
| 出版年月     | 標題         | ISBN           | 出版年月               | ISBN           |                        |
| ------------ | ------------ | -------------- | ---------------------- | -------------- | ---------------------- |
| 1            |              | 1982年9月      | ISBN 978-4-06-181022-8 | 1985年7月      | ISBN 978-4-06-183540-5 |
| 2            |              | 1985年5月      | ISBN 978-4-06-181184-3 | 1987年12月     | ISBN 978-4-06-184116-1 |
| 3            |              | 1986年3月      | ISBN 978-4-06-181235-2 | 1989年2月      | ISBN 978-4-06-184379-0 |
| 4            |              | 1987年4月      | ISBN 978-4-06-181295-6 | 1990年3月      | ISBN 978-4-06-184634-0 |
| 5            |              | 1988年4月      | ISBN 978-4-06-181354-0 | 1991年3月      | ISBN 978-4-06-184861-0 |
| 6            |              | 1989年4月      | ISBN 978-4-06-181419-6 | 1992年4月      | ISBN 978-4-06-185113-9 |
| 7            |              | 1990年4月      | ISBN 978-4-06-181479-0 | 1993年4月      | ISBN 978-4-06-185365-2 |
| 8            |              | 1991年4月      | ISBN 978-4-06-181549-0 | 1994年4月      | ISBN 978-4-06-185634-9 |
| 9            |              | 1992年4月      | ISBN 978-4-06-181612-1 | 1995年4月      | ISBN 978-4-06-185916-6 |
| 10           |              | 1993年5月      | ISBN 978-4-06-181681-7 | 1996年5月      | ISBN 978-4-06-263232-4 |
| 11           |              | 1994年5月      | ISBN 978-4-06-181777-7 | 1997年4月      | ISBN 978-4-06-263491-5 |
| 12           |              | 1995年5月      | ISBN 978-4-06-181836-1 | 1998年4月      | ISBN 978-4-06-263745-9 |
| 13           |              | 1996年4月      | ISBN 978-4-06-181908-5 | 1999年4月      | ISBN 978-4-06-264535-5 |
| 14           |              | 1997年5月      | ISBN 978-4-06-181962-7 | 2000年4月      | ISBN 978-4-06-264831-8 |
| 15           |              | 1998年5月      | ISBN 978-4-06-182014-2 | 2001年5月      | ISBN 978-4-06-273154-6 |
| 16           |              | 1999年5月      | ISBN 978-4-06-182069-2 | 2002年5月      | ISBN 978-4-06-273423-3 |
| 17           |              | 2000年9月      | ISBN 978-4-06-182133-0 | 2003年9月      | ISBN 978-4-06-273833-0 |
| 18           |              | 2002年3月      | ISBN 978-4-06-182228-3 | 2005年6月      | ISBN 978-4-06-275102-5 |
| 19           |              | 2003年8月      | ISBN 978-4-06-182319-8 | 2006年7月      | ISBN 978-4-06-275440-8 |
| 20           |              | 2005年2月      | ISBN 978-4-06-182412-6 | 2008年1月      | ISBN 978-4-06-275960-1 |
| 21           |              | 2007年2月      | ISBN 978-4-06-182515-4 | 2010年2月      | ISBN 978-4-06-276576-3 |
| 22           |              | 2011年4月      | ISBN 978-4-06-182773-8 | （未定）       |                        |

## 電影《四姊妹物語》
從1993年到1996年，江崎固力果推出了一個由清水美砂、牧瀨里穗、中江有里及今村雅美演出的「Pocky」電視廣告，名為「Pocky四姊妹物語」的宣傳活動亦在此期間展開了。
該公司在這項宣傳活動期間，以故事形式製作了一套作為其綜合媒體宣傳策略的一環，後來被命名為《四姊妹物語》的衍生電影作品，並在1995年於東寶院線公映。
廣告的設定對接《三姊妹偵探團》的設定並開展故事。

### 角色及演員
- ：清水美砂
- ：牧瀨里穗
- ：中江有里
- ：今村雅美
- 西村英二：竹中直人
- 沖田淳一：伊原剛志
- 小暮謙三：橋爪功
- 小日向信彥：篠井英介
- 三崎麗子：洞口依子
- 野崎：笑福亭鶴瓶
- 木下：松尾貴史
- 明日香：近内仁子
- 美由紀：久野真紀子
- 郵差：吹越滿

### 其他製作人員
- 製作公司：電通關西支社、Kitty Film
- 製作人：伊地智啟、安田匡裕
- 對白：飯島早苗
- 動作監督：齋藤英雄
- 助導：富樫森
- 企劃：藤井忠彥、大木達哉
- 企劃協力：村上和義、荒木宏、鬼頭圭二、平川浩司
- 監製：椋樹弘尚

## 電視劇

### 1986年版
在週四Drama Street時段中播映。

#### 角色及演員
- 佐佐本綾子：和由布子
- 佐佐本夕里子：河合美智子
- 佐佐本珠美：遠藤由美子
- 高橋惠子
- （原名朴雲煥）
- 梅宮辰夫
- 嶋大輔
- 下元史朗
- 天本英世
- 安岡力也
- 松本小雪
- 高橋悅史

#### 製作人員
- 原作：赤川次郎
- 編劇：岡村香織
- 導演：高橋伴明
- 監製：久里耕介、宅間秋史、松下千秋

### 1998年版
全劇共10集，平均收視率為13.6%。

#### 角色及演員
- 佐佐本綾子：鈴木蘭蘭
- 佐佐本夕里子：吉川日奈（吉川ひなの）
- 佐佐本珠美：野村佑香
- 國友靖之：河相我聞
- 倉茂春子：大島智子
- 安藤先生：赤坂泰彥
- 飯野土岐子：岡本麗
- 植松部長：谷隼人
- 三崎警部：長谷川初範
- 佐佐本周平：高田純次
- 海砂利水魚（現藝名）
- 藤原喜明
- 中山麻理
- （原名井口薰仁）
- 石井卓
- 佐藤浩之
- 井出百合子
- 嶋田久作
- 藤原龍也
- 岡田真澄
- 岡本夏生
- 岩本恭生
- 赤星昇一郎
- 星野亞希
- （原名岡田信行）
- Take2
- ×-GUN（現藝名）
- IZAM

#### 製作人員
- 原作：赤川次郎
- 編劇：橋本以藏、津田真弓、
- 音樂：日向大介
- 導演：大平太、吉野洋、長沼誠、古賀倫明
- 監製：古賀倫明、佐藤敦
- 製作著作：日本電視台

#### 主題曲
- 主題曲「TEENAGER」（主唱：井上陽水）
- 插曲「WITH」（主唱：Daisuke Hinata debuting MaMi）

## 節目的變遷
| 日本日本電視台 週六大劇場   | 日本日本電視台 週六大劇場              | 日本日本電視台 週六大劇場 |
| --------------------------- | -------------------------------------- | ------------------------- |
|                             | 三姊妹偵探團 （1998.1.10 - 1998.3.21） |                           |
| （1997.10.18 - 1997.12.20） | LOVE&PEACE （1998.4.18 - 1998.7.4）    |                           |

## 外部連結
- JDorama.com上的介紹（1998年電視劇版） （页面存档备份，存于）（英文）
- DramaWiki上的介紹（1998年電視劇版） （页面存档备份，存于）（英文）
- 緯來日本官方網站－4姊妹偵探團 （页面存档备份，存于）